# Borgfred
Udtrykket borgfred er et begreb, som stammer fra middelalderen. I dag bruges begrebet om en politisk aftale mellem politiske partier om at undgå strid om et eller flere emner f.eks. i en krisesituation.

## Borgfred i middelalderen
Borgfred blev i middelalderens Tysk-romerske rige brugt som betegnelse for et højhedsområde omkring en borg, hvor fejder - det vil sige fjendtlige handlinger - mellem privatpersoner var strengt forbudt og overtrædelser af forbuddet blev straffet strengere end hvis de blev begået andre steder.
Borgherren kunne give personer asyl på sin borg, og dermed yde dem sin beskyttelse, men også forlange at de overholdt hans love. Når der var flere parter, som tog ophold på en borg - og dermed havde status af borgherren blev der aftalt såkaldte borgfredsaftaler, som ofte i betydelig detaljeringsgrad regulerede samlivet på borgen.
Overholdelse af borgfreden blev især i Højmiddelalderen håndhævet strengt. Ved besøg på andre borge, også hvis der var tale om fjenders borge, måtte fejder stilles i bero, da der også herskede borgfred i det område som borgen var en del af. Borgfreden kunne ophæves med et særligt fejdebrev - således at det blev legalt at gennemføre en belejring af den pågældende borg.
Borgfred forsvandt som tysk retsbegreb i 1700- og 1800-tallet i forbindelse med revisioner af lovgivningen